# Transportador de glucosa
Els transportadors de glucosa (GLUT o SLC2A) són una família de proteïnes transportadores de membrana que es troben en la majoria cèl·lules de mamífers.

Glucosa

## Funció
La glucosa és un substrat essencial pel metabolisme de la majoria de cèl·lules i donada la polaritat de la molècula de glucosa, el seu transport a través de membranes biològiques requereix proteïnes transportadores específiques.
El transport de glucosa, així com el d'altres soluts, a través de membranes pot dividir-se, a grans trets, en transport actiu i difusió facilitada:

### Transport actiu
El transport de glucosa a través de la membrana apical de l'intestí, del coroide a la retina i de les cèl·lules epitelials del ronyó depèn simport per part de proteïnes transportadores Na+/glucosa secundàries, SGLT-1 i SGLT-2, les quals concentren glucosa a l'interior de les cèl·lules, emprant l'energia provinent del cotransport amb ions Na+ a favor del seu gradient electroquímic.

### Difusió facilitada
La difusió facilitada de la glucosa a través de la membrana cel·lular és d'altra banda catalitzada per transportadors de glucosa GLUT o SLC2 (de l'anglès Solute Carrier Family 2) que pertanyen a la superfamília de transportadors facilitadors, que inclou anions inorgànics i transportadors de cations, el transportador d'hexoses de llevat, els importadors d'hexosa/H+ de plantes i els importadors bacterians de sucres/H+. El transport de molècules per part d'aquestes proteïnes transportadores té lloc per difusió facilitada . Això els fa energèticament autònoms, a diferència dels transportadors actius que requereixen la presència d'ATP per activar el seu mecanisme de transport i s'aturen si la relació ATP/ADP disminueix.

## Estructura
Els GLUTs són proteïnes integrals de membrana que contenen 12 hèlix transmembrana amb els extrems amino i carboxi terminals exposats a la cara citoplasmàtica de la membrana plasmàtica. Les proteïnes GLUT transporten glucosa i altres hexoses d'acord amb el model de conformació alternada, el qual prediu que el transportador exposa un únic lloc d'unió a substrat cap a l'exterior cel·lular o cap a dintre la cèl·lula. La unió de la glucosa al lloc d'unió a un costat (interior o exterior) provoca el canvi conformacional associat al transport i l'alliberament de la glucosa a l'altre costat de la membrana. Els llocs d'unió a glucosa, intern i extern es troben probablement localitzats en els segments transmembrana 9, 10 i 11. També hi podria estar implicat el motiu o domini QLS localitzat al segment transmembrana número 7, encarregat de l'elecció o afinitat del substrat a transportar.

## Tipus
Cada isoforma de transportador de glucosa té un paper específic en el metabolisme de la glucosa, determinat pel seu patró d'expressió tissular, per la seva especificitat de substrat, per la seva cinètica de transport i la regulació de la seva expressió sota diferents condicions fisiològiques. Fins al moment s'ha identificat 13 membres GLUT/SLC2. Basant-se en similitud de seqüència, la família GLUT ha estat dividida en tres subclasses.

### Classe I
La Classe I comprèn els ben caracteritzats transportadors de glucosa GLUT1-GLUT4.
| Nom   | Gen    | Distribució | Notes |
| GLUT1 | SLC2A1 | Es troba àmpliament distribuït en teixits fetals. En adults s'expressa amb nivells elevats en eritròcits i en cèl·lules endotelials de teixits barrera com la barrera hematoencefàlica. Tanmateix, és responsable del responsable de la captació basal de glucosa requerida per mantenir la respiració de totes les cèl·lules. | La seva expressió en membranes cel·lulars es veu incrementada per la disminució dels nivells de glucosa cel·lulars i disminuda per l'augment d'aquest nivells. |
| GLUT2 | SLC2A2 | És expressada per les cèl·lules renals tubulars i per les cèl·lules epitelials de l'intestí prim que transporten glucosa, per les cèl·lules hepàtiques i per les cèl·lules β pancreàtiques. Tots tres monosacàrids són transportats des de la mucosa intestinal cap a la circulació portal per GLUT2                           | És una isoforma d'alta capacitat i baixa afinitat. |
| GLUT3 | SLC2A3 | S'expressa majoritàriament en neurones (on es creu que és la isoforma principal de transport de glucosa) i a la placenta. | És una isoforma d'alta afinitat. |
| GLUT4 | SLC2A4 | Es troba als teixits adiposos i múscul estriat (esqueletic i cardíac). | És regulada per insulina i és responsable de l'emmagatzematge de glucosa dependent d'insulina.                                                                 |

### Classes II/III
La Classe II comprèn el transportador de fructosa GLUT5 (SLC2A5) i GLUT7 (SLC2A7), 9 (SLC2A9), 11 (SLC2A11).
La Classe III comprèn GLUT6 (SLC2A6), 8 (SLC2A8), 10 (SLC2A10) i 12 (SLC2A12), i el transportador H+/mioinositol HMIT (SLC2A13).
La majoria de membres de les classes II i III han estat identificats per cerca d'homologia de seqüència en bases de dades d'EST i informació de seqüència proporcionada per diversos projectes genoma.
La funció d'aquestes noves isoformes de transportadors de glucosa no està encara prou clara. Diversos d'ells (GLUT6, GLUT8) consten de dominis que ajuden ser retinguts intracel·lularment i d'aquesta manera prevenir o regular el transport de glucosa. No es coneixen encara els mecanismes responsables de promoure la seva translocació a la superfície cel·lular però si se sap que la insulina no promou la translocació de GLUT6 i GLUT8.

## Síntesi de glucosa lliure
La majoria de cèl·lules són incapaces de produir glucosa lliure perquè no expressen glucosa 6-fosfatasa i, per tant, només estan implicades en la captació i catabolisme de la glucosa. Només els hepatòcits i en condicions molt severes de dejuni, l'intestí i el ronyó, són capaços de produir glucosa per mitjà de l'activació de la gluconeogènesi i la glicogenolisi.
Això fa que tots els teixits requerixi de transportadors de glucosa per a satisfer les seves necessitats energètiques.